# Marilyn Maxwellová
Marvel Marilyn Maxwellová (nepřechýleně Maxwell; 3. srpna 1921 Clarinda – 20. března 1972 Beverly Hills) byla americká herečka, modelka, zpěvačka a bavička.

## Život

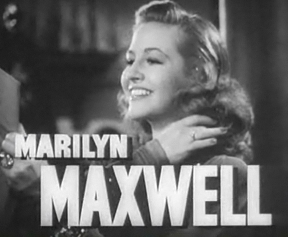
Marilyn Maxwellová ve filmu Stand By for Action

Narodila se 3. srpna ve městě Clarinda v Iowě a v mládí pracovala jako uvaděčka v divadle Rialto ve Fort Wayne.
Svou kariéru zahájila jako rozhlasová zpěvačka a později zpívala i na jevišti s big bandem Teda Weemse. V roce 1942 však podepsala smlouvu se studiem Metro-Goldwyn-Mayer, ze svého jména vypustila křestní jméno Marvel a stala se herečkou.
Během 40. let si zahrála v několika (spíše béčkových) filmech, jako např. Swing Fever (1943), Three Men in White (1944), The Show-Off (1946), či Champion (1949) a v průběhu 2. světové války se živila i jako modelka a pin-up girl.
Počátkem 50. let se zaměřila spíše na televizi a hostovala v mnoha seriálech i pořadech.
Marilyn Maxwellová se vdala třikrát, ale každé z manželství skončilo rozvodem. Se svým posledním manželem Jerry Davisem měla jediného syna Matthewa Davise.
A byl to i její syn, který ji našel doma po infarktu mrtvou. Marilyn zemřela 20. března 1972 ve věku 51 let.

## Filmografie (výběrová)

### Filmy
- 1942 Stand By for Action (režie Robert Z. Leonard)
- 1943 Swing Fever (režie Tim Whelan)
- 1944 Three Men in White (režie Willis Goldbeck)
- 1944 Lost in a Harem (režie Charles Reisner)
- 1946 The Show-Off (režie Harry Beaumont)
- 1948 Race Street (režie Edwin L. Marin)
- 1949 Champion (režie Mark Robson)
- 1950 Outside the Wall (režie Crane Wilbur)
- 1951 The Lemon Drop Kid (režie Frank Tashlin, Sidney Lanfield)
- 1951 New Mexiko (režie Irving Reis)
- 1953 Paris Model (režie Alfred E. Green)
- 1953 Off Limits (režie George Marshall)
- 1953 East of Sumatra (režie Budd Boetticher)
- 1954 Best Foot Forward (režie Max Liebman)
- 1958 Rock-a-Bay Baby (režie Frank Tashlin)
- 1964 Stage to Thunder Rock (režie William F. Claxton)
- 1969 From Nashville with Music (režie Eddie Crandall)

### Seriály
- 1953 General Electric Theater (režie 25 různých)
- 1955 Gunsmoke (režie 63 různých)
- 1961 Bus Stop (režie 15 různých)
- 1968 The Outsider (režie Michael Ritchie, Alexander Singer, Gene Levitt)
- 1971 O'Hara United States Treasury (režie Paul Landres, Gerald Mayer, Alan Crosland Jr.)